# Ортега-и-Аламино, Хайме Лукас
Хайме Лукас Ортега-и-Аламино (исп. Jaime Lucas Ortega y Alamino; 18 октября 1936, Хагей Гранде, Куба — 26 июля 2019, Гавана) — кубинский кардинал. Епископ Пинар-дель-Рио с 4 декабря 1978 по 20 ноября 1981. Архиепископ Сан-Кристобаль-де-Ла-Гавана с 20 ноября 1981 по 26 апреля 2016. Председатель епископской конференции Кубы с 1989 по 1998 и с 6 декабря 2001 по 2004. Кардинал-священник с титулом церкви Санти-Аквила-э-Пришилла с 26 ноября 1994.